# جامعة كولورادو بولدر
جامعة كولورادو بولدر (بالإنجليزية: University of Colorado Boulder)، هي جامعة بحث عامة تقع في بولدر (كولورادو)، الولايات المتحدة. وهي جامعة رائدة في نظام جامعة كولورادو وتم تأسيسها قبل خمسة أشهر من قبول كولورادو في الاتحاد عام 1876.
في عام 2015، ضمت الجامعة تسع كليات ومدارس وقدمت أكثر من 150 برنامجًا أكاديميًا والتحق بها ما يقرب من 17000 طالب. في تاريخها، يُسجل انضمام اثنا عشر شخص من الحائزين على جائزة نوبل وتسعة من زملاء ماك آرثر و 20 رائد فضاء إلى جامعة كولورادو بولدر طلابًا أو باحثين أو أعضاء هيئة تدريس. تلقت الجامعة ما يقرب من 454 مليون دولار في الأبحاث الممولة في عام 2010 لتمويل برامج مثل مختبر فيزياء الغلاف الجوي والفضاء والمعهد المشترك للفيزياء الفلكية المخبرية (JILA).

## الروابط الخارجية
1. 1 2 3 4  نظام بيانات التعليم ما بعد الثانوي المتكامل، QID:Q6042926
2. ↑   https://www.w3.org/Consortium/Member/List. اطلع عليه بتاريخ 2019-05-23. {{استشهاد ويب}}: |url= بحاجة لعنوان (مساعدة) والوسيط |title= غير موجود أو فارغ (من ويكي بيانات) (مساعدة)
3. ↑   https://www.w3.org/Consortium/Member/List. اطلع عليه بتاريخ 2019-06-11. {{استشهاد ويب}}: |url= بحاجة لعنوان (مساعدة) والوسيط |title= غير موجود أو فارغ (من ويكي بيانات) (مساعدة)
4. ↑   https://web.archive.org/web/20240116123311/https://www.aau.edu/sites/default/files/AAU-Files/Who-We-Are/AAU%20Member%20Universities%20listed%20by%20year_updated%202023.pdf. {{استشهاد ويب}}: |url= بحاجة لعنوان (مساعدة) والوسيط |title= غير موجود أو فارغ (من ويكي بيانات) (مساعدة)
5. ↑   https://www.aau.edu/who-we-are/our-members. اطلع عليه بتاريخ 2024-01-16. {{استشهاد ويب}}: |url= بحاجة لعنوان (مساعدة) والوسيط |title= غير موجود أو فارغ (من ويكي بيانات) (مساعدة)
6. ↑   https://web.archive.org/web/20240120073011/https://secure.aacu.org/iMIS/AACUR/Membership/MemberListAACU.aspx. اطلع عليه بتاريخ 2024-01-20. {{استشهاد ويب}}: |url= بحاجة لعنوان (مساعدة) والوسيط |title= غير موجود أو فارغ (من ويكي بيانات) (مساعدة)
7. ↑   https://web.archive.org/web/20240120080233/https://acememberdirectory.azurewebsites.net/. اطلع عليه بتاريخ 2024-01-20. {{استشهاد ويب}}: |url= بحاجة لعنوان (مساعدة) والوسيط |title= غير موجود أو فارغ (من ويكي بيانات) (مساعدة)
8. ↑   https://web.archive.org/web/20240227092307/https://www.cni.org/about-cni/membership/members. اطلع عليه بتاريخ 2024-02-27. {{استشهاد ويب}}: |url= بحاجة لعنوان (مساعدة) والوسيط |title= غير موجود أو فارغ (من ويكي بيانات) (مساعدة)
9. ↑   https://web.archive.org/web/20240313141124/https://ndsa.org/membership/members/. اطلع عليه بتاريخ 2024-03-13. {{استشهاد ويب}}: |url= بحاجة لعنوان (مساعدة) والوسيط |title= غير موجود أو فارغ (من ويكي بيانات) (مساعدة)
10. ↑  "Campus, College & School Names". Brand and Messaging (بالإنجليزية). 11 May 2017. Archived from the original on 2020-02-15. Retrieved 2020-03-24.
11. ↑  "Academics". University of Colorado Boulder (بالإنجليزية). 23 May 2015. Archived from the original on 2020-03-21. Retrieved 2020-03-24.

- الموقع الرسمي
- CU Athletics website